# Tramvaj do stanice Touha (film, 1951)
Tramvaj do stanice Touha (angl. A Streetcar Named Desire) je americké filmové drama z roku 1951 s Vivien Leighovou a Marlonem Brandem v hlavních rolích. Snímek byl natočen na motivy stejnojmenné divadelní hry Tennessee Williamse z roku 1947, která byla o rok později oceněna Pulitzerovou cenou. Filmová adaptace získala z 12 nominací čtyři Oscary a jeden Zlatý glóbus, jedno ocenění Oscar pak získal herec česko-srbského původu Karl Malden.

## Děj
New Orleans, vlakové nádraží. „Řekli mi, že mám nastoupit do tramvaje do stanice Touha,“ žádá osamělá žena námořníka o správné nasměrování. Touto větou začíná jedna z nejznámějších adaptací divadelní hry Tennessee Williamse Tramvaj do stanice Touha.
Jižanská kráska Blanche Duboisová (Vivien Leighová) přijíždí do New Orleansu navštívit mladší sestru Stellu (Kim Hunter), která si vzala hrubého a jednoduchého Stanleyho Kowalského (Marlon Brando). Příbytkem manželů je vyděšená. Dvě místnosti nemají mezi sebou ani zeď, jen prostý špinavý závěs. Blanche nedokáže pochopit, jak dívka dobrého vychování mohla klesnout tak nízko. Blanche posedlá dlouhými a horkými koupelemi odpočívá ve vaně, zatímco Stanley se snaží vyčmuchat v jejích osobních věcech dokumenty o prodeji domu. Je přesvědčen, že Blanche obrala sestru Stellu o dědictví. Stella se tomu snaží zabránit, ale na sílu statného mladého muže nemá. Kromě toho čeká dítě. Stella si je vědoma sestřiny psychické lability, a proto se snaží být jemná a ohleduplná. Na rozdíl od svého muže.
V bytě Kowalských se pravidelně hraje partička pokeru. Přicházejí Stanleyho kamarádi, mezi nimiž je i Mitch (Karl Malden), nejslušnější z nich. Sestry si vyšly na večerní představení, ale vrátily se dřív, než muži dokončili hru. Stanley je v silně podnapilém stavu a projevuje se jeho agresivní povaha. Mitch se seznamuje s Blanche a jeden druhého okouzlí. Nepovídají si spolu dlouho, Mitch se musí vrátit domů, protože žije s nemocnou matkou. Stella je unavená a potřebuje si odpočinout. Dojde jí trpělivost a manželovy kumpány vyhodí. To Stanleye rozzuří a zmlátí ji. Stella uteče k sousedce Eunice (Peg Hilla) žijící nad nimi. Blanche je šokovaná. Kamarádi strčí Stanleye pod studenou sprchu, aby se probral a uvědomil si vážnost svého jednání. Po krátkém vystřízlivění vyběhne před dům a křičí do noci manželčino jméno. S pláčem a na kolenou ji prosí, aby se vrátila. Stella prosbám podlehne.
Blanche trpí halucinacemi, v nichž se hudba mísí s hlasy. Toužící po lásce a objetí se sbližuje s Mitchem. Jdou spolu na tancovačku a tam mu vypráví svůj příběh. Byla kdysi vdaná, ještě když byla velmi mladá. Muž Allen ji miloval a ona jeho. Jednoho večera, když se pohádali, se Allen zastřelil. Historka na Mitche, který je citlivým a kavalírským partnerem, silně zapůsobí; chce Blanche políbit, ale ona se brání.

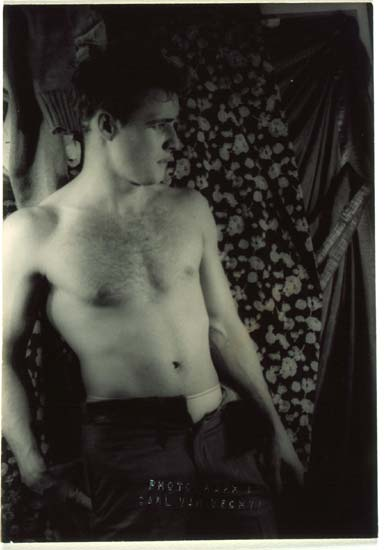
Marlon Brando jako Kowalski v divadelní verzi z roku 1948

Stanley si zjistil, co Blanche dělala v minulosti. Všem tvrdila, že je učitelkou anglického jazyka a že si potřebovala odpočinout vzhledem ke své nemoci. Pravda je však taková, že v místě předešlého pobytu na ni lidé vzpomínají jako na bláznivku a hysterku. Dokonce vypátral, že Blanche nedala výpověď sama, ale že se zapletla se sedmnáctiletým studentem, a proto ji propustili.
Stella připraví sestře narozeninovou oslavu a pozve i Mitche. Dívky netuší, že nepřijde, protože mu Kowalski prozradil pravdu o Blanche. Ta je Mitchovým chováním rozrušena. Od Stanleye dostává autobusovou jízdenku na návrat do městečka Laurel, kde předtím žila. Tím jí dává jasně najevo, že má vypadnout. Stella se snaží sestru uklidnit, ale ta se schová v koupelně. Na Stellu přijdou porodní bolesti, a tak Kowalští odcházejí do nemocnice a Blanche zůstává v bytě sama. Přichází za ní rozzlobený Mitch. Pohádají se, ale Blanche stále věří, že si ji vezme. To Mitch odmítá a Blanche začne v hysterickém záchvatu křičet. Mitch raději uteče. Stanley se po narození syna vrací domů a je opilý. Najde Blanche v patetickém kostýmu a s bižuterií na hlavě, jak kráčí po bytě a vypráví si cosi pro sebe. Začne se do ní opět navážet a psychicky ji deptat. Blanche se začíná bát, tuší, že jí hrozí nebezpečí. Stanley ji znásilní.
Po návratu z nemocnice se Stella tváří, jako by se nic nestalo. Ví, co Stanley udělal, ale také ví, že její sestra potřebuje odbornou pomoc. Kowalski s kamarády hrají poker, Stella pomáhá Blanche sbalit si věci. Většinou jde o staré šaty a levnou bižuterii. Blanche si ve své nemoci ráda hrála na aristokratku, která je dokonce mladší než sestra. Přichází lékař a Blanche věří, že odchází s novým bohatým nápadníkem. Když však zjistí, že je oklamána, dostává záchvat a nervově se zhroutí. Hospitalizace se již nedá odvrátit. Hned po odchodu sestry bere Stella syna a odchází k sousedce s tím, že manžela opouští. Film končí jeho nářkem a vykřikováním Stellina jména.

## Obsazení

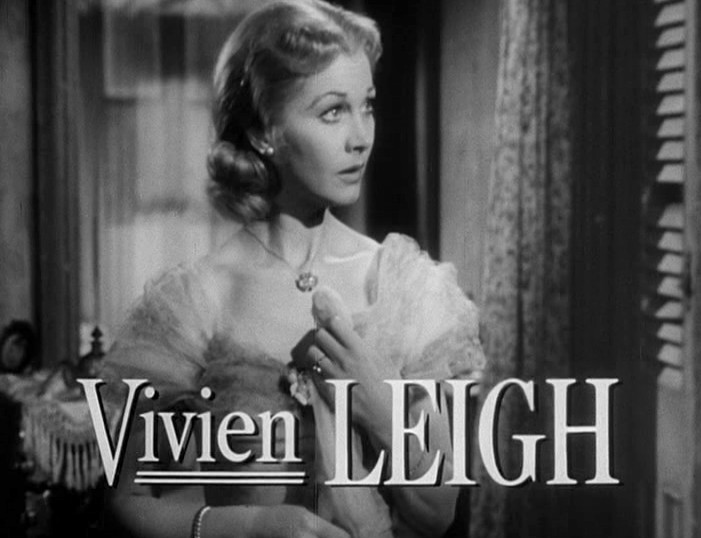
Postava Blanche Dubois vynesla Vivien Leigh Oscara

| Vivien Leigh  | Blanche Dubois                   |
| Marlon Brando | Stanley Kowalski                 |
| Kim Hunter    | Stella Kowalski                  |
| Karl Malden   | Harold 'Mitch' Mitchell          |
| Peg Hilla     | sousedka Eunice                  |
| Rudy Bond     | manžel Eunice a kamarád v pokeru |

## Zajímavosti

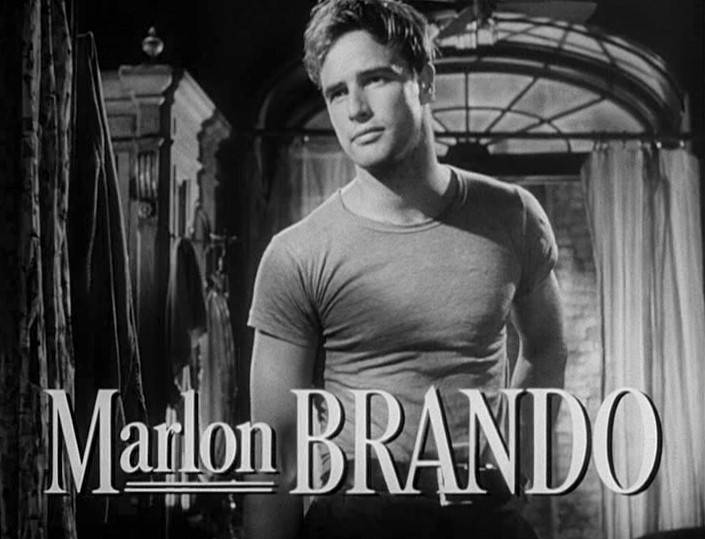
Brando jako Stanley Kowalski

V broadwayské divadelní adaptaci hrálo devět herců z filmové verze včetně Marlona Branda. Postavu Blanche Dubois však hrála Jessica Tandy a režie se ujal Elia Kazan. Tato verze měla premiéru v Divadle Ethel Barrymore 3. prosince 1947 a celkově se hrála 855krát. Vivien Leigh již postavu Blanche hrála, a to v londýnské adaptaci pod režisérskou taktovkou manžela, Laurence Oliviera.
- Film natáčeli 36 dní.
- V roce 2007 Americký filmový institut označil film jako 47. nejlepší v historii kinematografie.

V době natáčení byly tramvaje nazývané „Touha“ nahrazeny autobusy, ale ty původní se stále používaly v jiných částech města. Místní orgány však povolily jejich zapůjčení produkci pro úvodní scénu. Tramvaj do stanice Touha byl prvním filmem, který získal nominace na Oscara ve všech čtyřech hereckých kategoriích, a zároveň prvním, který získal tři herecké Oscary (Leigh, Hunter, Malden). Elia Kazan se bránil filmové verzi, protože všechno, čeho dosáhnout chtěl, se mu podařilo ve verzi divadelní. Až po prosbách Tennesseeho Williamse Kazan nabídku přijal. Postava Blanche byla původně nabídnuta Olivii de Havilland, ta však měla přehnané finanční nároky. Vivien Leigh bylo v době natáčení 36 let, proto ji maskéři museli udělat starší.
Mezitím, co Leigh natáčela Tramvaj do stanice Touha, její manžel Laurence Olivier natáčel v Hollywoodu film s Jennifer Jones Carrie.

## Natáčení
Producenti filmu se rozhodli vyměnit divadelní Blanche v podání Jessicy Tandy za Vivien Leigh. Předpokládali, že úspěch herečky Leigh po velkofilmu Jih proti Severu z roku 1939 by mohl přilákat více diváků. Marlon Brando byl na počátku kariéry, své publikum si teprve získával.
Výprava a dekorace se tvořily převážně v hollywoodských interiérech, některé scény se natáčely v New Orleans (např. scéna příjezdu Blanche nebo její čekání na tramvaj „Desire“). Režisér dal nainstalovat do bytu Kowalských pohyblivé stěny, aby s každou další scénou zmenšil pokoj. Tím vytvořil dojem větší klaustrofobie a zároveň tím vystupňoval šílenství Blanche.

## Ocenění

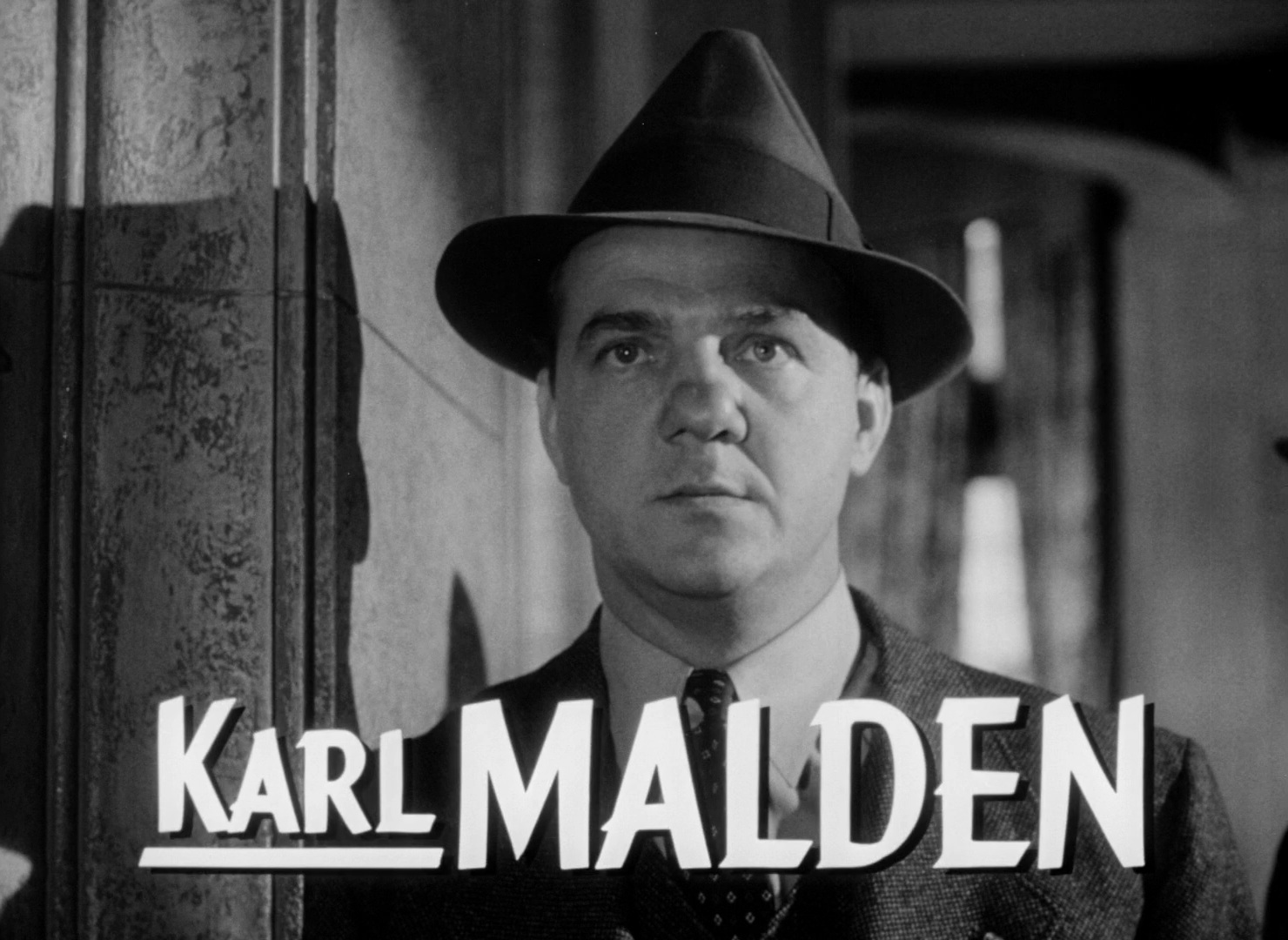
Karl Malden získal za film Oscara

### Oscar

#### Ceny
- Nejlepší herečka v hlavní roli – Vivien Leigh
- Nejlepší herečka ve vedlejší roli – Kim Hunter
- Nejlepší herec ve vedlejší roli – Karl Malden
- Nejlepší výprava (ČB) – Richard Day, George James Hopkins

#### Nominace
- Nejlepší film – Charles K. Feldman
- Nejlepší režie – Elia Kazan
- Nejlepší herec v hlavní roli – Marlon Brando
- Nejlepší adaptovaný scénář – Tennessee Williams
- Nejlepší hudba – Alex North
- Nejlepší kamera (ČB) – Harry Stradling
- Nejlepší kostýmy (ČB) – Lucinda Ballard
- Nejlepší zvuk – Nathan Levinson

### Zlatý glóbus
- Nejlepší herečka ve vedlejší roli – Kim Hunter (cena)
- Nejlepší film – Charles K. Feldman (nominace)
- Nejlepší herečka v hlavní roli (drama) – Vivien Leigh (nominace)

### BAFTA
- Nejlepší britská herečka – Vivien Leigh (USA) (cena)
- Nejlepší film na základě jakékoli předlohy – Charles K. Feldman (USA) (nominace)

### MFF Benátky
- Speciální cena poroty – Elia Kazan (cena)
- Volpiho pohár pro nejlepší herečku – Vivien Leigh (cena)
- Zlatý lev – Elia Kazan (nominace)